# Cítricos valencianos
Cítricos valencianos es una Indicación Geográfica Protegida que protege e identifica el cultivo de diversos tipos de cítricos (naranjas, mandarinas y limones) en la Comunidad Valenciana.

## Historia
La Comunidad Valenciana es reconocida en todo el mundo por su gran tradición en el cultivo de cítricos. El cultivo de estos árboles se introdujo en el actual territorio valenciano durante la dominación musulmana existiendo referencias en el siglo XI sobre la existencia de dichos árboles en la ciudad de Valencia. En concreto, Francesc Eiximenis en libro Regiment de la cosa pública certifica la existencia de plantaciones de limoneros y naranjos en la ciudad.
En 1498, Hieronymus Münzer en su obra Viaje por España y Portugal comenta la existencia en Valencia de importantes plantaciones de cítricos y otros frutales.
En 1670 Andrés Laguna en su traducción al castellano de la obra de Dioscórides, nos ofrece datos sobre las naranjas y los limones en la huerta valenciana.
Finalmente el insigne botánico valenciano Antonio José de Cavanilles en el siglo XVII, nos ofrece información sobre la producción de naranjas en 4000 tahullas
Durante el siglo XVIII se tiene constancia de las primeras plantaciones comerciales para el consumo en fresco, ampliándose con el paso de los siglos hasta las cifras actuales que comprenden una superficie de aproximadamente 94.000 hectáreas de naranjos, 65.000 de mandarinos y unas 15.000 has de limoneros.

## Zona geográfica
Las zonas dónde se cultivan los cítricos en la Comunidad Valenciana que está cubierta por la indicación geográfica es muy extensa. Se compone de la fachada litoral del norte a sur del territorio valenciano introduciéndose en el interior a través de los valles fluviales comprendiendo los suelos de aluvión de las cuencas fluviales que irrigan las llanuras del litoral mediterráneo.
En total se incluyen 39 municipios de la provincia de Castellón, 192 de la provincia de Valencia y 83 de la provincia de Alicante

## Variedades
Las variedades incluidas en la indicación geográfica protegida son las siguientes:
- Grupo de Satsumas:

Clausellina, Okitsu, Owari e Iwasaki
- Grupo de híbridos:

Ellendale, Fortune, Kara, Nova y Ortanique
- Grupo de Clementinas:

Clementina, Arrufatina, Clementard, Clementina fina, Clemenules, Esbal, Hernandina, Marisol, Orogrande, Oronules, Oroval, Tomatera, Loretina, Beatriz, Clemenpons y Nour
- Grupo Navel:

Lane late, Navelate, Navelina, Newhall, Whashington Navel, Caracara y Powel 
- Grupo de Blancas:

Salustiana y Valencia late
- Grupo Sanguinas:

Sanguinelli